# أياكس أمستردام موسم 2017–18
كان موسم 2017–18 هو الموسم الـ118 لنادي أياكس والموسم الـ62 على التوالي للنادي في الدوري الهولندي، شارك أياكس في الدوري الهولندي وكأس هولندا. كما شاركوا في دوري أبطال أوروبا والدوري الأوروبي لكنهم لم يتمكنوا من تجاوز مرحلة التأهل لأي من المسابقتين. كانت هذه هي المرة الأولى التي لم يتأهل فيها أياكس إلى مرحلة المجموعات في إحدى مسابقات الأندية الأوروبية منذ موسم 1990–91، عندما تم استبعاده من المنافسة في كرة القدم الأوروبية لمدة عام بسبب حادثة اللاعبين. أجرى الفريق أول تدريباته في 29 يونيو 2017.